# André Deforge
André Deforge (París, 4 de març de 1914 - Ídem, 24 de gener de 1996) va ser un ciclista francès que va córrer en els anys previs i posteriors a la Segona Guerra Mundial.

## Palmarès
- 1933
  -  Campió de França amateur en ruta
- 1935
  - Vencedor d'una etapa al Circuit de l'Oest
- 1936
  - 1r a la París-Reims-Verdun
- 1939
  - 1r al Critèrium Nacional de la Ruta